# Maria Bobu
Maria Bobu (n. 1 martie 1925—d. 2007) a fost un demnitar comunist român, provenit dintr-un mediu social foarte modest.
A fost deputat în Marea Adunare Națională, aleasă în circumscripția electorală nr. 5 Constanța-Nord, jud. Constanța (1985–1989).
A fost membru al CC al PMR, ministrul justiției (1987 - 22 decembrie 1989) și soția lui Emil Bobu.

## Studii
- patru clase elementare (1932– 1936);
- școala juridică de un an din București (1949);
- Facultatea de Drept, curs fără frecvență (1950–1952).

## Activitate și funcții
- casnică (1936–1944);
- muncitoare la o fabrică de perii din București (1944–1949);
- membru de partid din 1945;
- judecătoare la judecătoriile Urziceni și Ocolul II București (1950–1952);
- procuror la Procuratura Feroviară București (1951–1955) și la Procuratura Generalã (1955);
- procuror-șef la Procuratura Regională Suceava (1959);
- procuror la Direcția de studii și documentare din cadrul Procuraturii Generale (1973);
- membru al Consiliului de conducere al Procuraturii (în 1974);
- membru al Biroului executiv al Consiliului Național al Femeilor (în 1974);
- membru al biroului organizației de bazã de partid din cadrul Procuraturii Județene Suceava (în 1974);
- membru al Consiliului Sanitar Superior (din 24 octombrie 1975);
- adjunct al ministrului Justiției (21 mai 1982–5 octombrie 1987);
- procuror, inspector la Procuratura Generală a R.S.R. (din 24 mai 1982);
- ministrul Justiției (5 octombrie 1987–22 decembrie 1989);
- membru al Comisiei Naționale de Demografie;
- conducător al delegației române la Consfătuirea C.A.E.R. pentru probleme juridice de la Praga (dec. 1987);
- membru al Biroului executiv al Asociației Juriștilor (în 1988);
- vicepreședinte al Consiliului Național al Femeilor (în 1988).

## Distincții
A fost distinsă cu Ordinul 23 August clasa a V-a (1971) „pentru merite deosebite în opera de construire a socialismului, cu prilejul aniversării a 50 de ani de la constituirea Partidului Comunist Român”.

## Legături externe
- Membrii C.C. al P.C.R., 1945–1989, Dicționar, Coodonator: Florica Dobre, Editura Enciclopedică București, 2004, pag. 104-105, ISBN: 973–45–0486–X